# ホスファチジルエタノールアミン
ホスファチジルエタノールアミン(英: phosphatidylethanolamine, PE)は、グリセロリン脂質のうち頭部のアルコールとしてエタノールアミンがリン酸エステル結合しており、グリセロール骨格に２つの脂肪酸がエステル結合しているリン脂質の総称。脂肪酸の組み合わせが多数あることから、ホスファチジルエタノールアミンに属するリン脂質は複数存在している。